# Vårt land
För andra betydelser, se Vårt land (olika betydelser).
Vårt land  (finska: Maamme) är Finlands nationalsång. Den skrevs ursprungligen på svenska 1848 och översattes 1867 till finska.
Till skillnad från flaggan och riksvapnet har den ingen fastställd formell ställning, men har under åren intagit en de facto ställning som landets nationalsång.

## Text och musik
Nationalsången utgörs av den första och sista versen av den inledande dikten, Vårt land, i den finlandssvenske skalden Johan Ludvig Runebergs stora diktepos Fänrik Ståls sägner, tonsatt av Fredrik Pacius 1848. Sången uruppfördes av Akademiska Sångföreningen på originalspråket svenska på Floradagen den 13 maj 1848 på Gumtäkts äng, som sedan 1906 är en del av Helsingfors. Runeberg fick själv första gången lyssna på Pacius tonsättning av dikten Vårt land den 29 maj 1848 i sin hemstad Borgå. Den framfördes av musikern herr Wohllebe, som ackompanjerades av ”Herrar amatörer i Hr Astenii lokal”. Astenius var en värdshusvärd och sockerbagare i Borgå.
Vers 1 och 11 (första och sista versen):
Vårt land, vårt land, vårt fosterland,

Ljud högt, o dyra ord!

|| Ej lyfts en höjd mot himlens rand,

Ej sänks en dal, ej sköljs en strand,

Mer älskad än vår bygd i nord,

Än våra fäders jord. ||

Din blomning, sluten än i knopp,

Skall mogna ur sitt tvång;

|| Se, ur vår kärlek skall gå opp

Ditt ljus, din glans, din fröjd, ditt hopp.

Och högre klinga skall en gång

Vår fosterländska sång.||
De fyra sista raderna i varje vers (strof) sjungs två gånger när nationalsången sjungs. I tvåspråkiga sammanhang sjungs vanligen första versen på finska, första versen på svenska och sista versen på finska.

## Översättning och användning

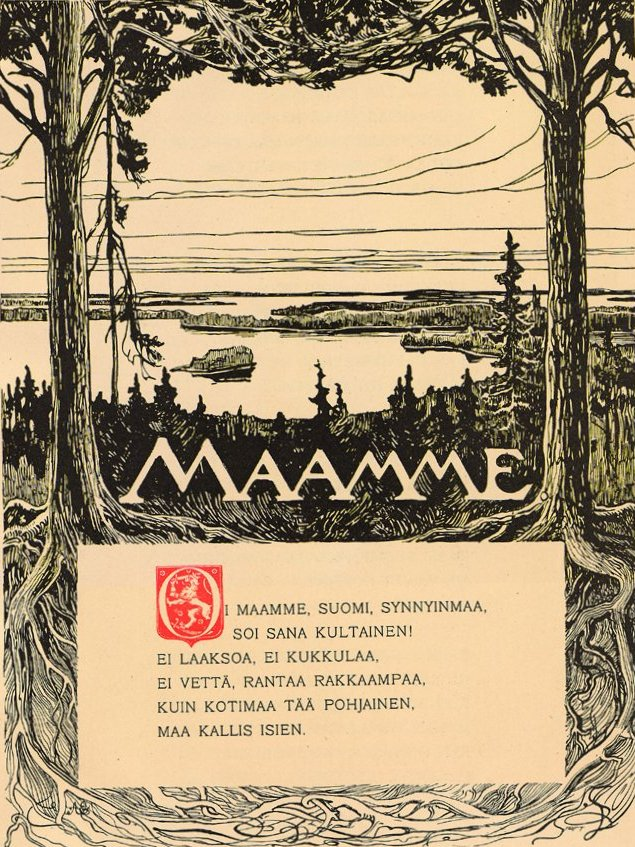
Från den finska översättningen av Fänrik Ståhls sägner.

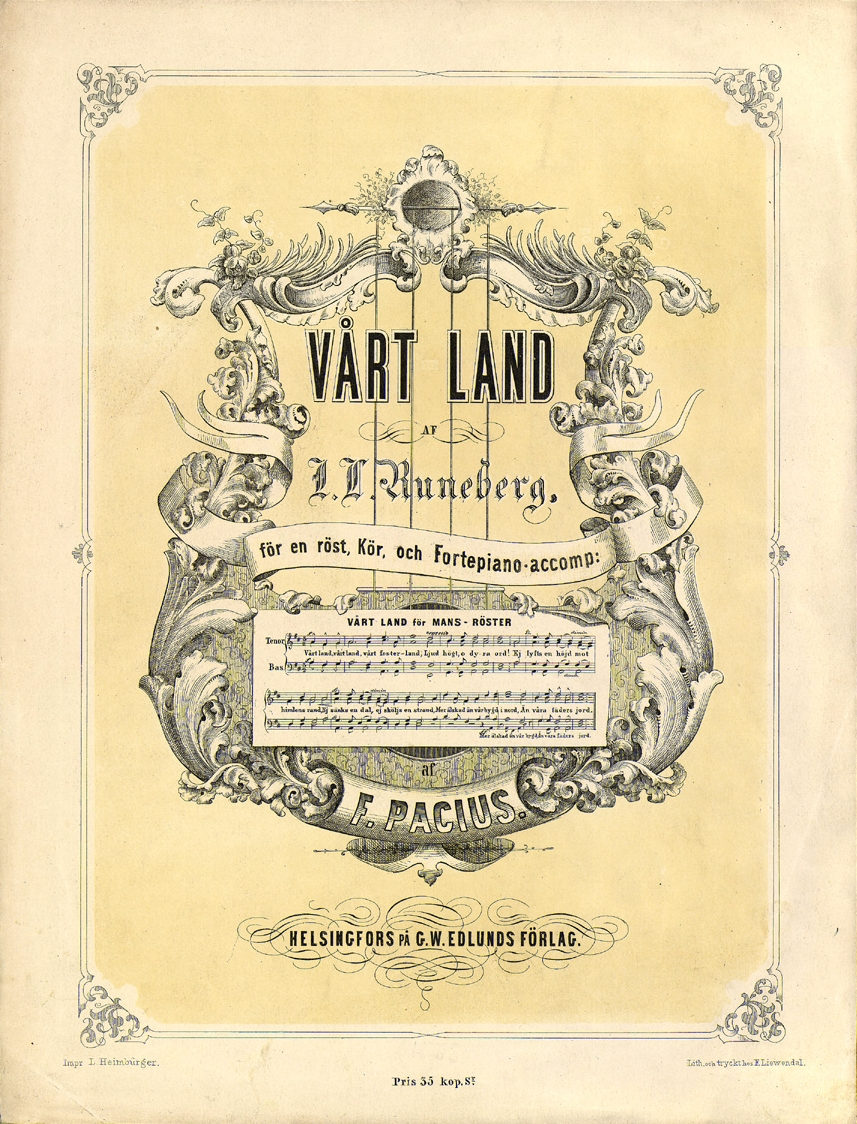
Titelsidan till en notutgåva av Vårt land från 1863.

Den finska översättning av Vårt land som sedermera skulle bli använd som nationalsång gjordes 1867, sannolikt av Julius Krohn. Vidare gjorde diktaren Paavo Cajander 1889 egna versioner av dikten, men det är Krohns arbetsgrupps översättning som används som finsk version av nationalsången. Översättningen är inte ordagrann.
Vers 1 och 11 som sjungs som nationalsång: 
Oi maamme, Suomi, synnyinmaa,

soi, sana kultainen!

Ei laaksoa, ei kukkulaa,

ei vettä rantaa rakkaampaa,

kuin kotimaa tää pohjoinen,

maa kallis isien!

Sun kukoistukses kuorestaan

kerrankin puhkeaa,

viel lempemme saa nousemaan

sun toivos, riemus loistossaan,

ja kerran, laulus synnyinmaa

korkeemman kaiun saa.
Dikten har senare översatts till många andra språk. Sången är också använd i folkskolans och söndagsskolans sångverksamhet för barn. Sången finns även med som psalm (nr 283, under rubriken "XIV Hem och fosterland") i Svensk söndagsskolsångbok från 1929.

## Utanför Finland

### Estland
Estlands nationalsång, Mu isamaa, mu õnn ja rõõm, sjungs på samma melodi av Pacius, men med en annan text.

### Livland
De i Lettland boende östersjöfinska livernas nationalsång Min izāmō skrevs av Kōrli Stalte till Pacius melodi. Den liviska texten är ett självständigt arbete, men har vissa tematiska likheter med de svenska, finska och estniska sångerna. Till exempel är första raden ”Mitt land, mitt födelseland” i svensk översättning.

### Sverige
I Sverige sjöngs på 1890-talet Vårt land i en tonsättning för manskör av Jacob Axel Josephson. Den var nära att bli Sveriges nationalsång vid 1900-talets början.